# (956) Elisa
(956) Elisa es un asteroide perteneciente al cinturón de asteroides descubierto el 8 de agosto de 1921 por Karl Wilhelm Reinmuth desde el observatorio de Heidelberg-Königstuhl, Alemania.
Está nombrado en honor de Elisa Reinmuth, madre del descubridor.